# Cymbidium florinda
Cymbidium florinda är en orkidéart som beskrevs av Auct.. Cymbidium florinda ingår i släktet Cymbidium, och familjen orkidéer.
Artens utbredningsområde är Vietnam. Inga underarter finns listade i Catalogue of Life.